# Abditacythere subterranea
Abditacythere subterranea is een mosselkreeftjessoort uit de familie van de Cytheridae. De wetenschappelijke naam van de soort is voor het eerst geldig gepubliceerd in 1964 door Hartmann.